# 제7전구군지역사령부
제7전구군지역사령부(7th Theater Army Area Command)는 냉전 동안 대한민국과 독일에 존재했었던 미국 유럽 육군의 지원사령부이다. 모토는 "Vanguard for Support→지원을 위한 선봉"

## 역사

### 주한 미군
6.25 전쟁 도중에 창설된 KCOMZ을 재편성하여 1955년 7월에 설립된 제8군 지원사령부가 2년의 짦은 기간 동안 잠시 존재하고, 1957년 7월 1일에 후신조직인 제7군수사령부가 대구시에 본부를 두는 것으로 대채되었다. 1964년 8월 1일까지 제8군을 지원하였고, 이후 제8군의 창사령부와 후방본부로 대채되었다.
- 제6의무창
- 제665의무파견대 (치의) - 부산시, 캠프 하야리아

### 주독 미군
한반도에서 해산하고 10개월 뒤, 1965년 6월 1일에 서독의 보름스에서 제7군 지원사령부서 소집되었다. NATO 중앙유럽 연합군 소속 북부군집단이 관할하는 지역 중의 한 곳인 독일 보름스에서 재소집되었다. 독일 북부과 네덜란드에 있는 NATO 군사 전력에 전투근무지원 임무를 수행하였다. 주작전단위가 야전군에서 군단으로 넘어가도록 지원체계가 바뀜에 따라 1969년 6월 25일, 해산하였다.
1978년 10월 21일, 제7지원사령부로서 카이저슬라우테른에서 재소집되었다. 제21지원사령부의 지휘통제를 받으면서, 버지니아주 포트 벨보어의 제310전구군지역사령부의 전위를 맡는다. 독일 북부와 네덜란드에 전투근무지원을 수립하는데, 평시에는 북부군집단 소속 미국군을, 전시에는 후방전영역(RCZ)과 COMZ를 지원한다.
1982년 6월 15일, 라인베르크로 본부를 옮겼다.
1988년 11월 1일, 사령부가 전구군지역사령부로의 조직 개편을 맞이하였다. 제54지역지원단의 일부 임무가 제29지역지원단과 제21전구군지역사령부로 넘어갔다. 그리고 라인베르크의 계약관, 재256헌병중대의 라인베르크 현장사무소, 범죄수사사령부의 라인베르크 분견대, 제532통신중대의 분견대, 제111총무중대 (우편) 등의 예하부대의 운영범위를 줄이거나 다른 부대로 이관되었다.
1990년 6월 18일, 레이첼 빌딩에서 부대기 반납 세레모니를 마친 뒤, 제7전구군지역사령부, 제54지역지원단, 제11재무지원부대는 해산하였다. 라인베르크의 근무지원처는 거의 다 Shinnen 군사공동체로 옮겨졌다.

## 산하 조직

### 1950년대
- 제2병참단 - 루트비히스부르크
- 제30의무단 - 바이힌겐
- 제31의무단 - 다름슈타트
- 제62의무단 - 바트크로이츠나흐
- 제8수송단 (이동 통제) - 오버슐라이스하임(Oberschleißheim)
- 제10수송단 (중형 화물차) - 루트비히스부르크; 1965년 ~ 1967년
- 제47병기단 - 루트비히스부르크
- 제51병기단 - 만하임-샌드호펜
- 제57병기단 - 카이저슬라우테른
- 제521공병단 - 카이저슬라우테른
- 제1보충대대 - 츠바이브뤼켄
- 제85화학대대 - 바움홀더
- 제385헌병대대 - Kornwestheim
- 제545통신중대 - 만하임 Käfertal

### 1960년대
- 본부 및 본부중대
- 제7재고통제소 - 카를스루에
- 특수병력 본부중대 - 뵈블링엔
- 제1지원여단 (후방) - 만하임; 1965년 6월 23일, 창설 ~ 1969년 6월 25일, COMZEUR로 전속함.
- 제2지원여단 (제7군단 지원) - 하나우; 1965년 6월 24일, 창설 ~ 1969년 6월 2일, 제5군단 지원사령부로 대채됨.
- 제3지원여단 (제5군단 지원) - 주펜하우젠; 1969년 3월, 제7군단 지원사령부로 재편성.
- 제7의무여단 - Vaihingen
- 제15헌병여단 - 푸랑크푸르트
- 제57병기여단 - 카이저슬라우테른
- 제107수송여단 - 루트비히스부르크
- 비행분견대 (옛 제60항공중대)

### 1980년대
- 물자관리원
- 제54지역지원단
  - 제6931민간지원소 (6931st Civilian Support Center)
  - 제8017민간지원단
  - 라인베르크 예비저장처 (Reserve Storage Activity Rheinberg)
  - 율리히 정비공장 (Jülich Maintenance Plant) - 독일 연방육군 운영
- 유럽 전투장비단(CEGE) - 라인베르크 단지
  - 9개 장비저장고
- 제60병기단 - 라인베르크 단지
  - 3개 탄약고
- 제11재무지원부대

## 기록

### 소속
1. 제8군; 1957년 7월 1일
2. 제7군; 1964년 6월 1일
3. 제21지원사령부; 1978년 10월 21일

### 계보
- 1957년 7월 1일, 7th Logistical Command→제7군수사령부
- 1964년 6월 1일, Seventh Army Support Command→제7군 지원사령부
- 1978년 10월 21일, 7th Support Command→제7지원사령부
- 1988년 11월 1일, 7th Theater Army Area Command→제7전구군지역사령부

## 인식표

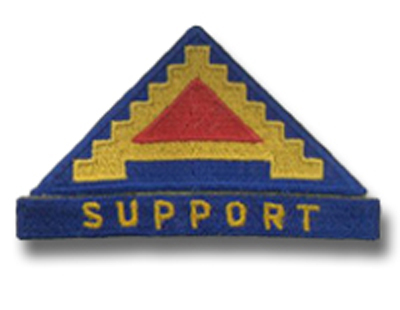
제7군 지원사령부 (초기)
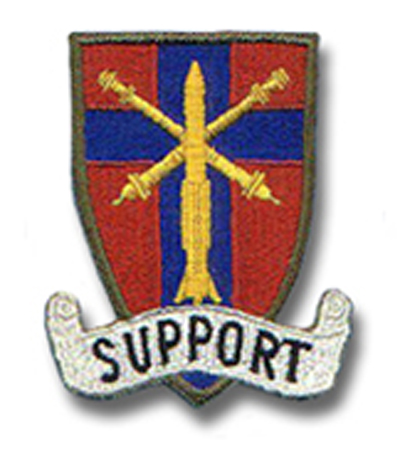
제7군 지원사령부 (후기)
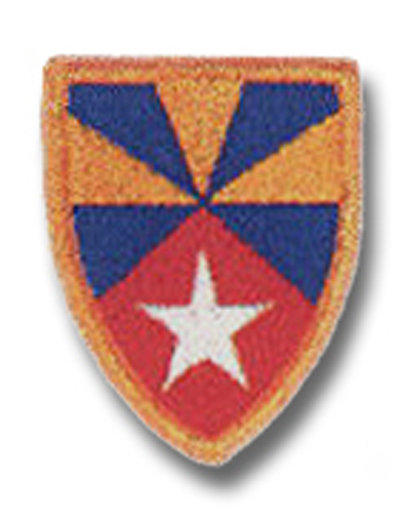
제7(지원/전구군지역)사령부

## 역대 사령관
- 준장 Robert E. Peters 로버트 E. 피터스[*][1]
- 준장 Shelton E. Lollis 셀턴 E. 롤리스[*]
- 준장 Henry K. Benson, Jr 핸리 K. 밴슨 Jr.[*]

## 참고
1. ↑  “대구광역시 명예시민증 수여 동의안 심사보고서 (제193회-제3차부록)37”. 대구광역시의회. 3쪽. 2019년 12월 9일에 확인함.

- “7th Army Support Command”. 《usarmygermany.com》 (영어). 2018년 4월 18일에 확인함.
- “7th Support Command”. 《usarmygermany.com》 (영어). 2018년 4월 18일에 확인함.

| 주한 미군의 지원사령부 |               |                 |
| 이전                   | 제7군수사령부 | 다음            |
| 미국 육군지역사령부    | 제7군수사령부 | 제8야전군사령부 |
|                        |               |                 |
|                        |               |                 |